# Municipio de Paint (condado de Clarion)
El municipio de Paint (en inglés: Paint Township) es un municipio ubicado en el condado de Clarion en el estado estadounidense de Pensilvania. En el año 2000 tenía una población de 1.778 habitantes y una densidad poblacional de 33.5 personas por km².

## Geografía
El municipio de Paint se encuentra ubicado en las coordenadas 41°15′26″N 79°24′24″O / 41.25722, -79.40667.

## Demografía
Según la Oficina del Censo en 2000 los ingresos medios por hogar en la localidad eran de $39,167 y los ingresos medios por familia eran de $43,750. Los hombres tenían unos ingresos medios de $35,250 frente a los $21,250 para las mujeres. La renta per cápita de la localidad era de $20,936. Alrededor del 8,9% de la población estaba por debajo del umbral de pobreza.